# Пафнутій Боровський
Преподобний Пафнутій Боровський (1394—1477) — православний святий та чернець. Пафнутій (Парфеній при народженні) народився в селі Кудинове, біля Боровська у сім'ї охрещеного татарина Мартина та його дружини Фотинії.
В юнацькому віці у 1414 році Парфеній прийняв постриг з іменем Пафнутій в Покровському монастирі на Високому і згодом був на послушанні у Микити Серпухівського — учня преподобного Сергія Радонежського. Сам Пафнутій в кінці став вчителем та наставником для іншого відомого церковного діяча — Йосипа Волоцького.
Більше 63 років тривав чернечий подвиг Пафнутія. Про його життя збереглося два літературних документи, написаних його учнями: «Житіє преподобного Пафнутія Боровського» Вассіана Саніна, єпископа Ростовського, та «Сказання про кончину преподобного Пафнутія Боровського» старця Інокентія.
Пам'ять святого Пафнутія Боровського здійснюється в православній церкві 1 (14) травня.